# Gilbert Colgate
Gilbert Colgate   (Nova York, 21 de desembre de 1899 - Nova York, 9 d'octubre de 1965) va ser un pilot de bobsleigh estatunidenc que va competir durant la dècada de 1930.
El 1936 va prendre part en els Jocs Olímpics de Garmisch-Partenkirchen, on guanyà la medalla de bronze en la prova de bobs a 2 formant parella amb Richard Lawrence.
Colgate es graduà a la Universitat Yale el 1922. Era besnet de William Colgate, fundador de l'empresa actualment coneguda com a Colgate-Palmolive. Va ser director de l'empresa Colgate i president de Colgate-Larson Aircraft Company. Preocupat pel creixement demogràfic, fou un dels fundadors de Planned Parenthood.